# Algerije op de Olympische Zomerspelen 2012
Algerije nam deel aan de Olympische Zomerspelen 2012 in Londen, Verenigd Koninkrijk. Algerije debuteerde op de Zomerspelen in 1964 en deed in 2012 voor de twaalfde keer mee.

## Medailleoverzicht
| Sport    | Olympiër          | Onderdeel  | Medaille |
| -------- | ----------------- | ---------- | -------- |
| Atletiek | Taoufik Makhloufi | 1500 m (m) | Goud     |

## Deelnemers en resultaten
(m) = mannen, (v) = vrouwen 

### Atletiek
| Olympiër          | Onderdeel              | Resultaat | Prestatie                                                                  |
| ----------------- | ---------------------- | --------- | -------------------------------------------------------------------------- |
| Taoufik Makhloufi | 800m (m)               | DNF       | niet gefinisht                                                             |
| Taoufik Makhloufi | 1500m (m)              | Goud      | serie 1: 1e in 3.35,15 halve finale 1: 1e in 3.42,25 finale: 1e in 3.34,08 |
| Rabah Aboud       | 5000m (m)              | 21e       | serie 2: 14e in 13.28,38                                                   |
| Mohamed Belabbas  | 3000m steeplechase (m) | 16e       | serie 3: 6e in 8.22,32                                                     |
| Tayeb Filali      | marathon (m)           | DNF       | niet gefinisht                                                             |
| Issam Nima        | hink-stap-springen (m) | 15e       | kwalificatie: 16,50 m                                                      |
|                   |                        |           |                                                                            |
| Souad Ait Salem   | marathon (v)           | 37e       | 2:31.15                                                                    |

### Boksen
| Olympiër              | Onderdeel | Resultaat | Prestatie |
| --------------------- | --------- | --------- | --- |
| Mohamed Flissi        | -49kg (m) | 17e       | 1e ronde: V van THA Pongprayoon: 11-19                                                                             |
| Samir Brahami         | -52kg (m) | 9e        | 1e ronde: W van AUS Woods: 14-12 2e ronde: V van RUS Alojan: 9-14                                                  |
| Mohamed Amine Ouadahi | -56kg (m) | 5e        | 1e ronde: W van GEO Turkadze: walkover 2e ronde: W van DOM Encarnacion: 16-10 kwartfinale: V van JPN Shimizu 15-17 |
| Abdelkader Chadi      | -60kg (m) | 17de      | 1e ronde: V van TUR Keles: 8-15                                                                                    |
| Ilyas Abbadi          | -69kg (m) | 17de      | 1e ronde: V van GBR Evans: 10-18                                                                                   |
| Abdelmalek Rahou      | -75kg (m) | 9e        | 1e ronde: W van AUS Ross: 13-11 2e ronde: V van JPN Murata: 12-21                                                  |
| Abdelhafid Benchabla  | -81kg (m) | 5e        | 2e ronde: W van GER Kölling: 12-9 kwartfinale: V van UKR Gvozdyk: 17-19                                            |
| Chouaib Bouloudinats  | -91kg (m) | 9e        | 1e ronde: V van ARG Peralta: 5-13                                                                                  |

### Gewichtheffen
| Olympiër     | Onderdeel  | Resultaat | Prestatie                                                  |
| ------------ | ---------- | --------- | ---------------------------------------------------------- |
| Walid Bidani | -105kg (m) | 14e       | trekken: 14e met 160kg stoten: 14e met 180kg totaal: 320kg |

### Judo
| Olympiër      | Onderdeel | Resultaat | Prestatie                            |
| ------------- | --------- | --------- | ------------------------------------ |
| Soraya Haddad | -52kg (v) | 17e       | 1e ronde: V van ROU Chitu: waza-ari  |
| Sonia Asselah | +78kg (v) | 17e       | 1e ronde: V van GBR Bryant: waza-ari |

### Roeien
| Olympiër    | Onderdeel | Resultaat | Prestatie                                                                    |
| ----------- | --------- | --------- | ---------------------------------------------------------------------------- |
| Amina Rouba | skiff (v) | 26e       | serie 5: 5e in 8.15,94 herkansingen 1: 4e in 8.12,83 finale E: 2e in 8.42,23 |

### Schermen
| Olympiër              | Onderdeel  | Resultaat | Prestatie                          |
| --------------------- | ---------- | --------- | ---------------------------------- |
| Anissa Khelfauoi      | floret (v) | 33e       | 1e ronde: V van UKR Leleyko: 4-15  |
| Melissa Lea Moutussam | sabel (v)  | 17e       | 1e ronde: V van RUS Velikaja: 6-15 |

### Schietsport
| Olympiër    | Onderdeel            | Resultaat | Prestatie                |
| ----------- | -------------------- | --------- | ------------------------ |
| Fateh Ziadi | 10m luchtpistool (m) | 43e       | kwalificatie: 562 punten |

### Taekwondo
| Olympiër         | Onderdeel | Resultaat | Prestatie                      |
| ---------------- | --------- | --------- | ------------------------------ |
| Mokdad El-Yamine | -58kg (m) | 9e        | 1e ronde: V van COL Muñoz: 1-8 |

### Volleybal
| Olympiër | Onderdeel | Resultaat | Prestatie |
| --- | --------- | --------- | --------- |
| Mouni Abderrahim Dallal Merwa Achour Tassadit Aissou Zohra Bensalem Safia Boukhima Salima Hammouche Amel Khamtache Silya Magnana Nawal Mansouri Aicha Mezemate Fatima Zahra Oukazi Lydia Oulmou | zaal (v)  | 11e       |           |

| Groep A |                        |             |             |             |      |      |       |           |           |           |        |
| #       | Land                   | Wedstrijden | Wedstrijden | Wedstrijden | Sets | Sets | Sets  | Setpunten | Setpunten | Setpunten | Punten |
| #       | Land                   | G           | W           | V           | V    | T    | Saldo | V         | T         | Saldo     | Punten |
| 1       | Rusland                | 5           | 5           | 0           | 15   | 4    | +11   | 459       | 352       | +107      | 14     |
| 2       | Italië                 | 5           | 4           | 1           | 14   | 5    | +11   | 442       | 368       | +74       | 13     |
| 3       | Japan                  | 5           | 3           | 2           | 11   | 6    | +5    | 401       | 335       | +66       | 9      |
| 4       | Dominicaanse Republiek | 5           | 2           | 3           | 8    | 9    | -3    | 374       | 362       | -12       | 6      |
| 5       | Groot-Brittannië       | 5           | 1           | 4           | 3    | 14   | -11   | 296       | 396       | -101      | 2      |
| 6       | Algerije               | 5           | 0           | 5           | 2    | 15   | -13   | 252       | 410       | -158      | 1      |

| Ronde      | Datum | Lokale tijd | MEZT   | Plaats           | Land                               | Score                  | Land |
| ---------- | ----- | ----------- | ------ | ---------------- | ---------------------------------- | ---------------------- | ---- |
| Groepsfase |       |             |        |                  |                                    |                        |      |
| 28 juli    | 09:30 | 10:30       | Londen | Algerije         | 0-3 (15-25,14-25,7-25)             | Japan                  |      |
| 30 juli    | 22:00 | 23:00       | Londen | Groot-Brittannië | 3-2 (22-25,25-19,23-25,25-19,15-8) | Algerije               |      |
| 1 augustus | 11:30 | 12:30       | Londen | Algerije         | 0-3 (7-25,14-25,15-25)             | Rusland                |      |
| 3 augustus | 22:00 | 23:00       | Londen | Algerije         | 0-3 (11-25,12-25,17-25)            | Italië                 |      |
| 5 augustus | 09:30 | 10:30       | Londen | Algerije         | 0-3 (15-25,16-25,13-25)            | Dominicaanse Republiek |      |

### Wielersport
| Olympiër       | Onderdeel        | Resultaat | Prestatie      |
| -------------- | ---------------- | --------- | -------------- |
| Azzedine Lagab | wegwedstrijd (m) | DNF       | niet gefinisht |

### Worstelen
| Olympiër       | Onderdeel                | Resultaat | Prestatie                               |
| -------------- | ------------------------ | --------- | --------------------------------------- |
| Tarek Benaissa | -60kg Grieks-Romeins (m) | 15e       | 1e ronde: V van RUS Kuramagomedov: 0-3  |
| Mohamed Serir  | -66kg Grieks-Romeins (m) | 13e       | kwalificatie: V van LTU Venckaitis: 1-3 |
|                |                          |           |                                         |
| Mohamed Louafi | -84kg vrije stijl (m)    | 16e       | 1e ronde: V van BLR Gattsiev: 1-3       |

### Zwemmen
| Olympiër     | Onderdeel           | Resultaat | Prestatie            |
| ------------ | ------------------- | --------- | -------------------- |
| Nabil Kebbab | 100m vrije slag (m) | 33e       | serie 4: 4e in 50,37 |

Afghanistan · Albanië · Algerije · Amerikaanse Maagdeneilanden · Amerikaans-Samoa · Andorra · Angola · Antigua en Barbuda · Argentinië · Armenië · Aruba · Australië · Azerbeidzjan · Bahama's · Bahrein · Bangladesh · Barbados · België · Belize · Benin · Bermuda · Bhutan · Bolivia · Bosnië en Herzegovina · Botswana · Brazilië · Britse Maagdeneilanden · Brunei · Bulgarije · Burkina Faso · Burundi · Cambodja · Canada · Centraal-Afrikaanse Republiek · Chili · China · Chinees Taipei · Colombia · Comoren · Congo-Brazzaville · Congo-Kinshasa · Cookeilanden · Costa Rica · Cuba · Cyprus · Denemarken · Djibouti · Dominica · Dominicaanse Republiek · Duitsland · Ecuador · Egypte · El Salvador · Equatoriaal-Guinea · Eritrea · Estland · Ethiopië · Fiji · Filipijnen · Finland · Frankrijk · Gabon · Gambia · Georgië · Ghana · Grenada · Griekenland · Groot-Brittannië · Guam · Guatemala · Guinee · Guinee‑Bissau · Guyana · Haïti · Honduras · Hongarije · Hongkong · Ierland · IJsland · India · Indonesië · Irak · Iran · Israël · Italië · Ivoorkust · Jamaica · Japan · Jemen · Jordanië · Kaaimaneilanden · Kaapverdië · Kameroen · Kazachstan · Kenia · Kirgizië · Kiribati · Koeweit · Kroatië · Laos · Lesotho · Letland · Libanon · Liberia · Libië · Liechtenstein · Litouwen · Luxemburg · Macedonië · Madagaskar · Malawi · Maldiven · Maleisië · Mali · Malta · Marshalleilanden · Marokko · Mauritanië · Mauritius · Mexico · Micronesië · Moldavië · Monaco · Mongolië · Montenegro · Mozambique · Myanmar · Namibië · Nauru · Nederland · Nepal · Nicaragua · Nieuw-Zeeland · Niger · Nigeria · Noord-Korea · Noorwegen · Oeganda · Oekraïne · Oezbekistan · Oman · Oostenrijk · Oost-Timor · Pakistan · Palau · Palestina · Panama · Papoea-Nieuw-Guinea · Paraguay · Peru · Polen · Portugal · Puerto Rico · Qatar · Roemenië · Rusland · Rwanda · Saint Kitts en Nevis · Saint Lucia · Saint Vincent en Grenadines · Salomonseilanden · Samoa · San Marino · Sao Tomé en Principe · Saoedi-Arabië · Senegal · Servië · Seychellen · Sierra Leone · Singapore · Slovenië · Slowakije · Soedan · Somalië · Spanje · Sri Lanka · Suriname · Swaziland · Syrië · Tadzjikistan · Tanzania · Thailand · Togo · Tonga · Trinidad en Tobago · Tsjaad · Tsjechië · Tunesië · Turkije · Turkmenistan · Tuvalu · Uruguay · Vanuatu · Venezuela · Verenigde Arabische Emiraten · Verenigde Staten · Vietnam · Wit-Rusland · Zambia · Zimbabwe · Zuid-Afrika · Zuid-Korea · Zweden · Zwitserland · Onafhankelijke atleten